# Андерс Ярль
Андерс Ярль  (швед. Anders Jarl, 10 березня 1965) — шведський велогонщик, олімпійський медаліст.

## Виступи на Олімпіадах
| Олімпіада | Дисципліна               | Місце |
| --------- | ------------------------ | ----- |
| Сеул 1988 | особиста шосейна гонка   | 57    |
| Сеул 1988 | командна гонка на 100 км | 3     |

## Зовнішні посилання
- Досьє на sport.references.com [Архівовано 24 червня 2010 у Wayback Machine.]